# Ржевин, Даниил Евдокимович
Даниил Евдокимович Ржевин (1854, Вильгорт, Уральская область — 1914, Чердынь, Пермская губерния) ― купец 1-й гильдии, крупнейший пароходовладелец в Верхне-Камье, учредитель Чердынского краеведческого музея.

## Биография
Родился в 1854 году в селе Вильгорт Чердынского уезда в зажиточной старообрядческой крестьянской семье Евдокима Фомича Ржевина (?―22.02.1882) и его жены Федосии Мироновны Лунеговой (05.1833―31.08.1905). Дед Фома Степанович (29.09.1806―26.04.1895) с женой Вассой занимался брусяно-точильным промыслом, которым занимались Ржевины с начала XVIII века. В 1709 году «вильгородец Никита Ржевин продал печорской горы каменья две тысячи сто брусьев, сорок точил, всему 15 рублев».
Даниил Евдокимович построил два парохода: «Троян» и «Соликамск», стал купцом 1-й гильдии, в Перми имел свою пристань.
После смерти дяди Григория Мироновича Лунегова в 1892 году унаследовал весь его капитал и 6 пароходов, там самым стал самым крупным пароходовладельцем в Верхне-Камье. Своих детей Григорий Миронович не оставил. В память о дяде был построен пароход «Лунегов».
От своего прадеда Т. В. Останина и дяди Г. М. Лунегова наследовал библиотеку старопечатных книг, в которых оставляет многочисленные «владельческие заметки», приобретал новые книги (ныне эта библиотека хранится в Чердынском краеведческом музее). Занимался благотворительностью, жертвовал на «научные предприятия», на строительство и благоустройство церквей.
Являлся членом общества вспомоществования нуждающимся учащимся, учредителем Чердынского музея, пожертвовав на его создание 1500 рублей.
Скончался в 1914 году, похоронен в Чердыни на Троицком холме возле храма, рядом с матерью и дядей. В годы советской власти церковь и кладбище были уничтожены.
Семья
- Супруга Мария Петровна, урожденная Удниковых (03.1860―18.08.1894) умерла в Перми от холеры.
- Сын Ржевин Александр Данилович (1877―1919, Харбин).
- Дочь Анфия Даниловна Алина (03.12.1880, с. Вильгорт, Пермская губерния ― 17.03.1975 Сан-Паулу, Бразилия).